# Skiff (roeiboot)

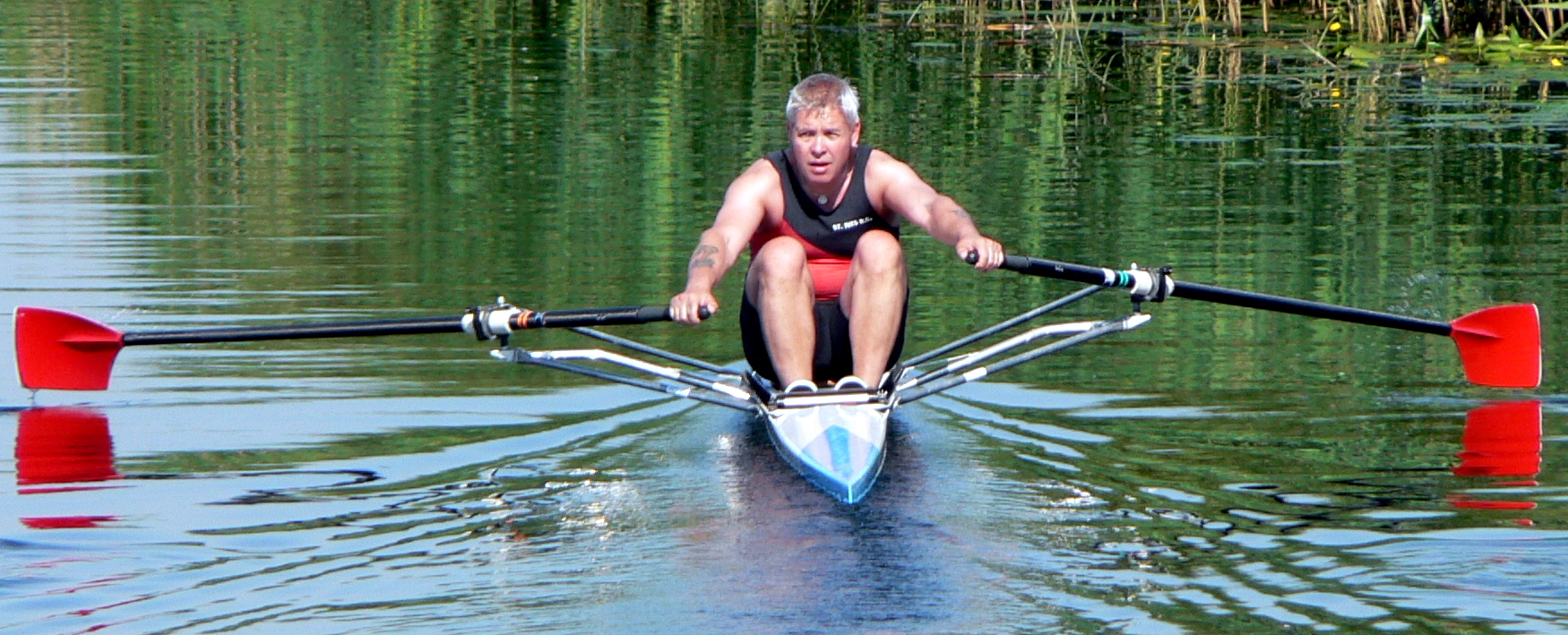
Skiffeur

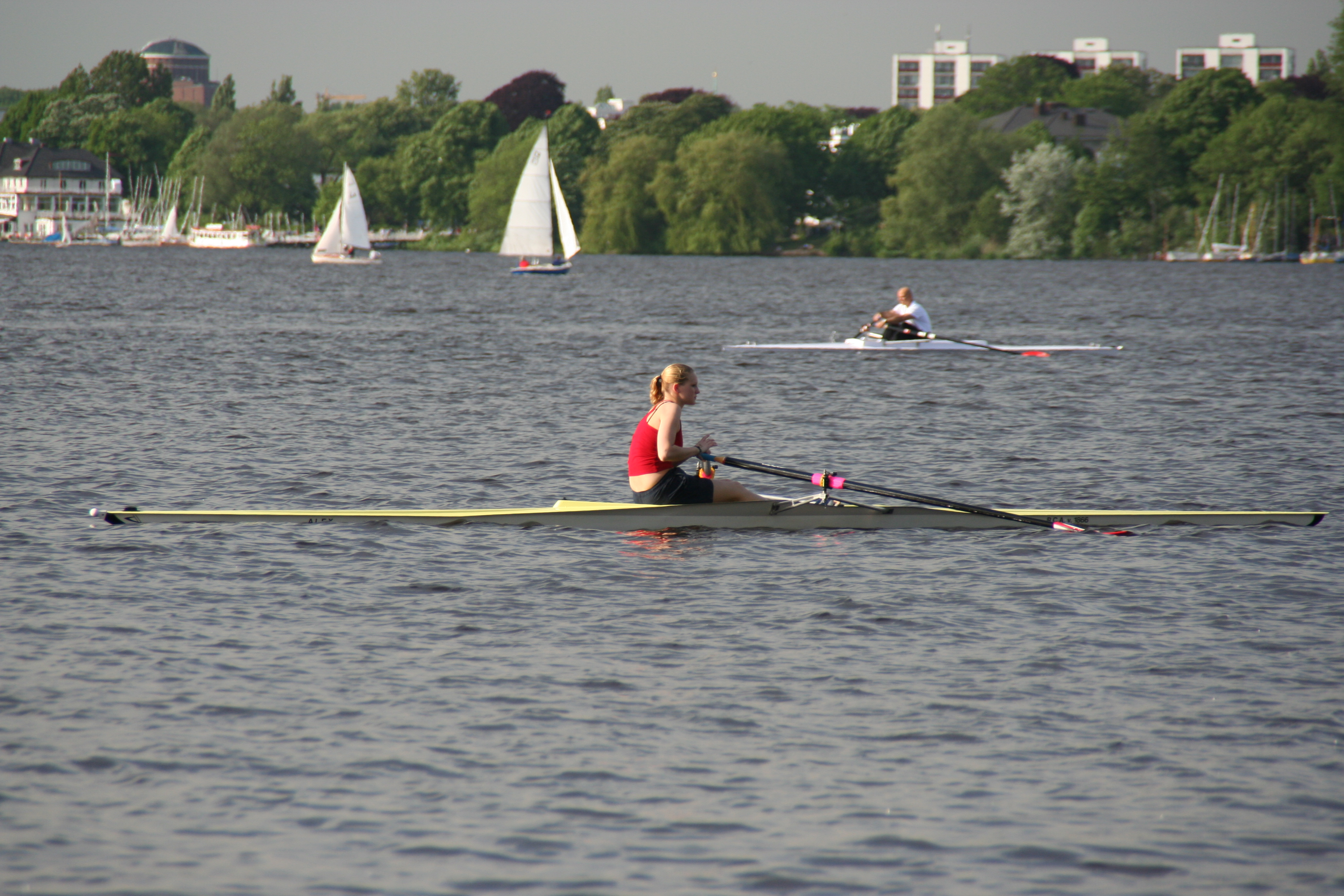
Skiffeuse

Een skiff is een eenpersoons-roeiboot. Het is een smalle roeiboot met een zeer speciale vormgeving, bedoeld om de weerstand in het water zo klein mogelijk te maken. Om in een skiff te roeien heeft de roeier een goede techniek nodig, het is belangrijk een goede balans te kunnen houden. Een persoon die in een skiff roeit wordt ook wel een skiffeur genoemd.

## Balans
De balans in een skiff wordt volledig gehouden met de riemen, deze zijn cruciaal om de boot rechtop te houden. Bij roeien in koud water moet de skiffeur, als de boot onverhoopt omslaat, snel weer in de skiff kunnen klimmen om niet onderkoeld te raken. De dollen waar de riemen in rusten zitten niet aan de boorden van de skiff, maar met dolpennen op lange metalen constructies die men riggers noemt. Hierdoor is het mogelijk langere riemen te gebruiken.

## Materiaal
Tot een tijd geleden werden alle roeiboten voor wedstrijden, dus ook de skiffs, van hout gemaakt. Inmiddels worden de meeste wedstrijdskiffs echter volledig van kunststof gemaakt, meestal een combinatie van kevlar en koolstofvezel. Bekende merken skiffs zijn Empacher, Hudson en Filippi. Tot voor kort waren ook de boten van Carl Douglas populair. Douglas was de enige die nog hout gebruikte in de constructie, overigens wel in een combinatie met modernere materialen.

## Olympische discipline
De skiff is een onderdeel van het roeien op de Olympische Zomerspelen. Twee Nederlanders behaalden op de Olympische Zomerspelen in de skiff een gouden medaille, Jan Wienese op de Spelen van 1968 in Mexico-Stad en Karolien Florijn op de Spelen van 2024 in Parijs. De skiff wordt bij wedstrijden afgekort als 1x.